# Assedio di Montevideo (1843-1851)
L'assedio di Montevideo o assedio grande di Montevideo (Sitio grande de Montevideo in spagnolo) è stata una delle principali battaglie della guerra civile uruguaiana. Durò dal febbraio 1843 all'ottobre 1851 e vide contrapposti i due principali partiti del paese, quello blanco e quello colorado, supportati rispettivamente da alcune delle principali potenze regionali, quali il Brasile e la Confederazione Argentina, ed internazionali, come il Regno Unito e la Francia.
L'assedio di Montevideo coinvolse direttamente la popolazione civile e le comunità d'immigrati che vi abitavano. Furono costituite legioni di volontari argentini, francesi, italiani e spagnoli.

## Antefatti
Nel maggio 1838 il leader colorado Fructuoso Rivera, supportato dagli unitarios argentini, invase l'Uruguay costringendo il presidente blanco Manuel Oribe a riparare a Buenos Aires dall'alleato Juan Manuel de Rosas dopo la sconfitta subita a Palmar. Il 31 marzo 1839, nella battaglia di Pago Largo, il governatore unitario di Corrientes Genaro Berón de Astrada, alleato di Rivera, fu sconfitto e ucciso dalle forze rosiste. Il 29 dicembre dello stesso anno l'esercito colorado uruguaiano sconfisse le truppe entrerriane di Pascual Echagüe, alleato di Rosas, nella battaglia di Cagancha.
Nel dicembre 1841 il governatore santafesino Juan Pablo López si ribellò contro Rosas. Rivera con le sue truppe invase Entre Ríos occupandone la capitale Bajada. Echagüe ed il suo generale Urquiza dovettero così ritirarsi a Buenos Aires.
Il 1º febbraio 1842 il governo uruguaiano assoldò tra le sue file Giuseppe Garibaldi, reduce dall'esperienza nella guerra d'indipendenza della Repubblica Riograndense offrendogli il comando della sua flottiglia con il grado di colonnello e l'incarico di riorganizzare la marina. L'italiano fece costruire alcuni lancioni ed acquistò una goletta ed un brigantino, quindi attaccò una nave argentina incagliata nella baia di Montevideo recuperandone cannoni e vele. Nel giugno 1842 Garibaldi organizzò una spedizione navale lungo il fiume Paraná per supportare gli unitarios di Corrientes. Il 15 agosto la squadriglia navale di Montevideo venne sconfitta dall'ammiraglio Guillermo Brown nella battaglia di Costa Brava.
Nel frattempo Oribe, dopo aver occupato la provincia argentina di Santa Fe, invase la limitrofa Entre Ríos dove il 6 dicembre annientò l'esercito di Rivera nella battaglia di Arroyo Grande.

## L'assedio
Una volta sconfitti i suoi nemici Oribe attraversò il fiume Uruguay ed invase il territorio uruguaiano. Nel febbraio del 1843, l'esercito blanco giunse sino alle porte di Montevideo ponendola in stato d'assedio. Nella capitale uruguaiana intanto il governo colorado, detto da questo momento della Difesa, iniziò ad organizzare un sistema difensivo richiamando in servizio Garibaldi. Oribe, che aveva posto il suo quartier generale nella località di Cerrito, alle porte di Montevideo, formò quindi un contro-governo detto appunto del Cerrito. Nonostante l'esercito blanco controllasse saldamente la situazione nel resto del Paese, la baia ed il porto di Montevideo continuavano a restare nelle mani degli assediati. Per ricevere aiuti ed esportare i prodotti dell'interno via mare Oribe decise quindi di costruire un porto nella località del Buceo, ad est della capitale.
Oribe non attaccò la città ipotizzando una sua rapida caduta ma emise un proclama nel quale informava tutti gli stranieri residenti a Montevideo, i quali costituivano la maggioranza della popolazione, che sarebbero stati considerati nemici. Il governo della Difesa approfittò di questa minaccia per invitare gli immigrati residenti in città a formare gruppi armati di volontari. Per assommare uomini alla sua causa il presidente colorado Rivera decretò l'abolizione della schiavitù in tutto il territorio della Repubblica.
Garibaldi promosse così la nascita di una Legione Italiana che ebbe il suo battesimo del fuoco il 28 marzo dello stesso anno scontrandosi con gli assedianti presso il Cerro de Montevideo. Il 10 aprile successivo il governo della Difesa autorizzò la nascita di una Legione Italiana guidata dallo stesso Garibaldi. Il 17 novembre 1843 i garibaldini si scontrarono con le forze di Oribe presso la località di Tres Cruces, ad est della capitale uruguaiana. Il 23 aprile 1844, la Legione Italiana sconfisse in successione due corpi assedianti nei pressi del Cerro. Il 25 agosto 1844, Garibaldi con una sortita catturò nel porto del Buceo i rifornimenti degli assedianti e riuscì a portare in città generi alimentari necessari alla sopravvivenza di Montevideo.
Nel marzo 1845 Rivera tentò nuovamente di battere Oribe ma venne nuovamente sconfitto ad India Muerta. Dopo questo disastro il governo della Difesa emise un nuovo bando contro il leader colorado ed incaricò Garibaldi di guidare una spedizione navale per occupare alcune località poste lungo il Río de la Plata e a conquistare la cittadina di Salto, nel nord-ovest del Paese, da dove si sarebbero potute riorganizzare le forze fedeli disperse in quell'area. Il 22 luglio dello stesso anno al largo di Montevideo giunse una flotta militare anglo-francese in sostegno al governo della Difesa. Nell'aprile precedente infatti Regno Unito e Francia avevano rotto le relazioni diplomatiche con Rosas e dato il via ad un blocco navale del porto di Buenos Aires. I garibaldini vennero così imbarcati su una flottiglia, supportati dalla squadra navale anglo-francese, e conquistarono la cittadina di Colonia del Sacramento. Nel settembre 1845, Garibaldi occupò l'isola di Martín García, posta strategicamente all'imboccatura del delta del Paraná. Successivamente i garibaldini penetrarono in territorio argentino attaccando e saccheggiando la cittadina di Gualeguaychú. Risalito il corso dell'Uruguay, Garibaldi riuscì infine ad occupare senza colpo ferire la città di Salto. Dopo aver respinto un primo attacco nemico, gli italiani si scontrarono nuovamente con gli argentini nella vicina località di San Antonio l'8 febbraio 1846.
Il 16 febbraio seguente Garibaldi fu nominato dal ministro della Guerra Pacheco y Obes comandante delle forze della Difesa e nel marzo promosso al grado di colonnello.

## Esito
In Argentina la quarta rielezione di Rosas aveva provocato il sollevamento del caudillo entrerriano Justo José de Urquiza, alleato di Oribe. Il 29 maggio 1851 il governo della Difesa siglò un accordo con il governo del Brasile e la provincia di Entre Ríos. Vennero costituiti sul suolo entrerriano due eserciti, il primo guidato da Urquiza ed il secondo dal generale Eugenio Garzón, che sino ad allora aveva parteggiato per Oribe. Il 19 luglio dello stesso anno l'Uruguay venne invaso dalle due colonne e il fronte blanco registrò un alto numero di diserzioni. Oribe decise così di lasciare Montevideo per affrontare in battaglia i suoi nemici, tuttavia il 6 settembre un corpo di 16 000 soldati brasiliani invase a sua volta l'Uruguay in appoggio al governo della Difesa. Compresa la situazione Oribe iniziò negoziare un accordo e l'8 ottobre 1851 fu finalmente siglata la pace.

## Letteratura
Nel 1850 lo scrittore francese Alexandre Dumas scrisse la novella Montevideo ovvero una nuova Troia, raccontando l'assedio della capitale uruguaiana pur non essendovisi mai recato.